# Alangium chungii
Alangium chungii là một loài thực vật có hoa trong họ Cornaceae. Loài này được H.L.Li miêu tả khoa học đầu tiên năm 1943.